# Loen

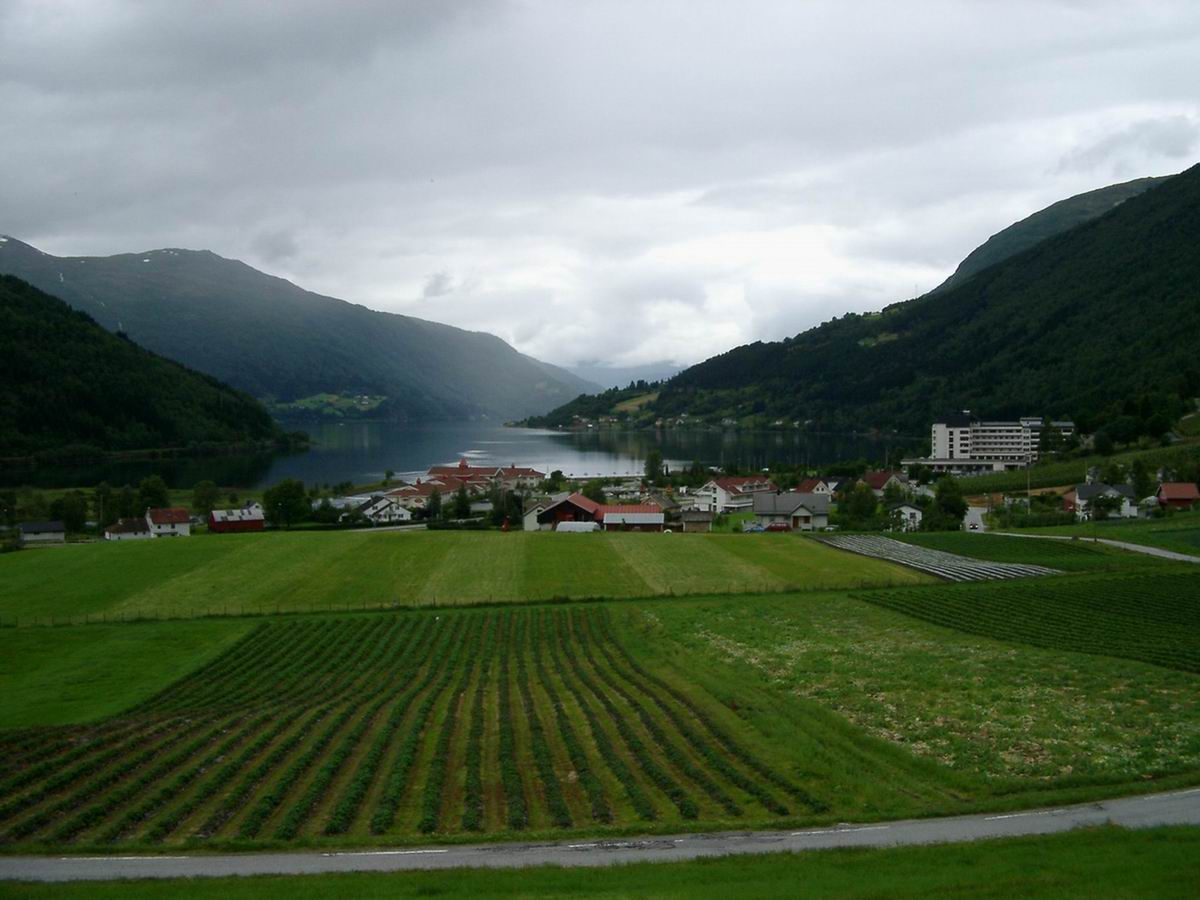
Loen

Loen é uma vila no município de Stryn, condado de Sogn og Fjordane, na Noruega. Ela está localizada na Nordfjord interior. Possui uma área chamada agricultura Sæten.
Loen é o lar de algumas das mais antigas quintas da Noruega: Sæten (Setin), Tjugen (Tyfin), e Loen, que provavelmente foram estabelecidos muito antes do tempo do cristianismo.
Grande parte do vale Loen superior foi devastado a partir de duas avalanches (uma em 1905 e uma em 1936) que criaram grandes ondas que varreram com elas a maioria das casas e da vegetação. Um total de 135 pessoas foram mortas nas duas avalanches.
De Loen é possível visitar o glaciar Bødal. E através do vale Loen que se descobre o diamante deste lugar, Sæten, onde muitas lojas sønner têm sido criadas. Eles lutaram e sobreviveram através das gerações.
Perto está o museu Jostedalsbreen nasjonalparksenter.